# 13690 Lesleymartin
13690 Lesleymartin este un asteroid din centura principală de asteroizi.

## Descriere
13690 Lesleymartin este un asteroid din centura principală de asteroizi. A fost descoperit pe 8 septembrie 1997 la Uccle de Thierry Pauwels. Asteroidul prezintă o orbită caracterizată de o semiaxă mare de 3,12 ua, o excentricitate de 0,17 și o înclinație de 15,6° în raport cu ecliptica.